# Bäuerliche Notgemeinschaft Lüchow-Dannenberg

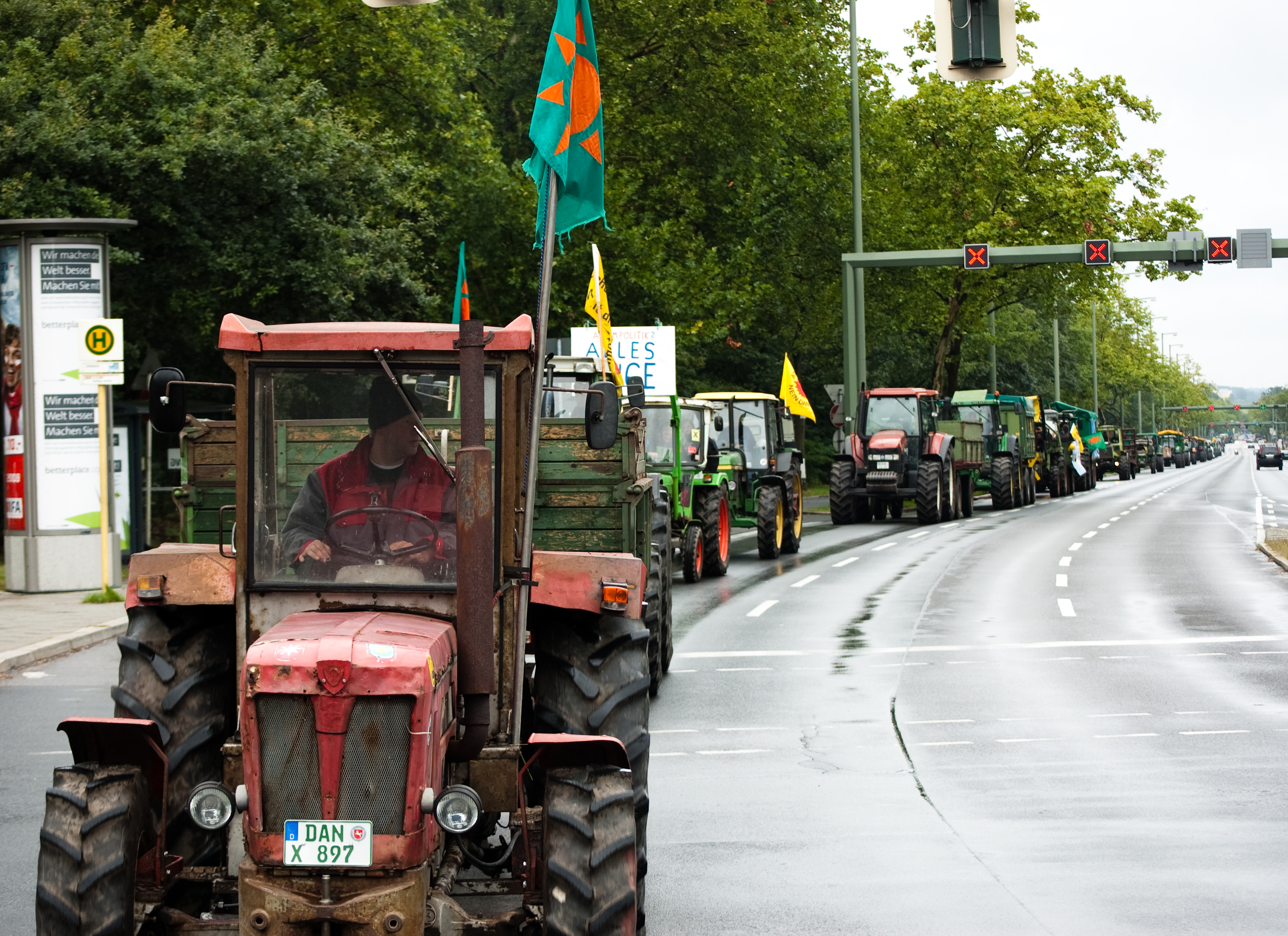
Treckerkonvoi der Bäuerlichen Notgemeinschaft in Berlin im Jahre 2009

Die Bäuerliche Notgemeinschaft Lüchow-Dannenberg ist ein Zusammenschluss von Landwirten aus der Region Lüchow-Dannenberg, der sich im Rahmen des Widerstands gegen das Brennelemente-Zwischenlager Gorleben, vor allem gegen das geplante Endlager im Salzstock Gorleben-Rambow, engagiert.

## Geschichte

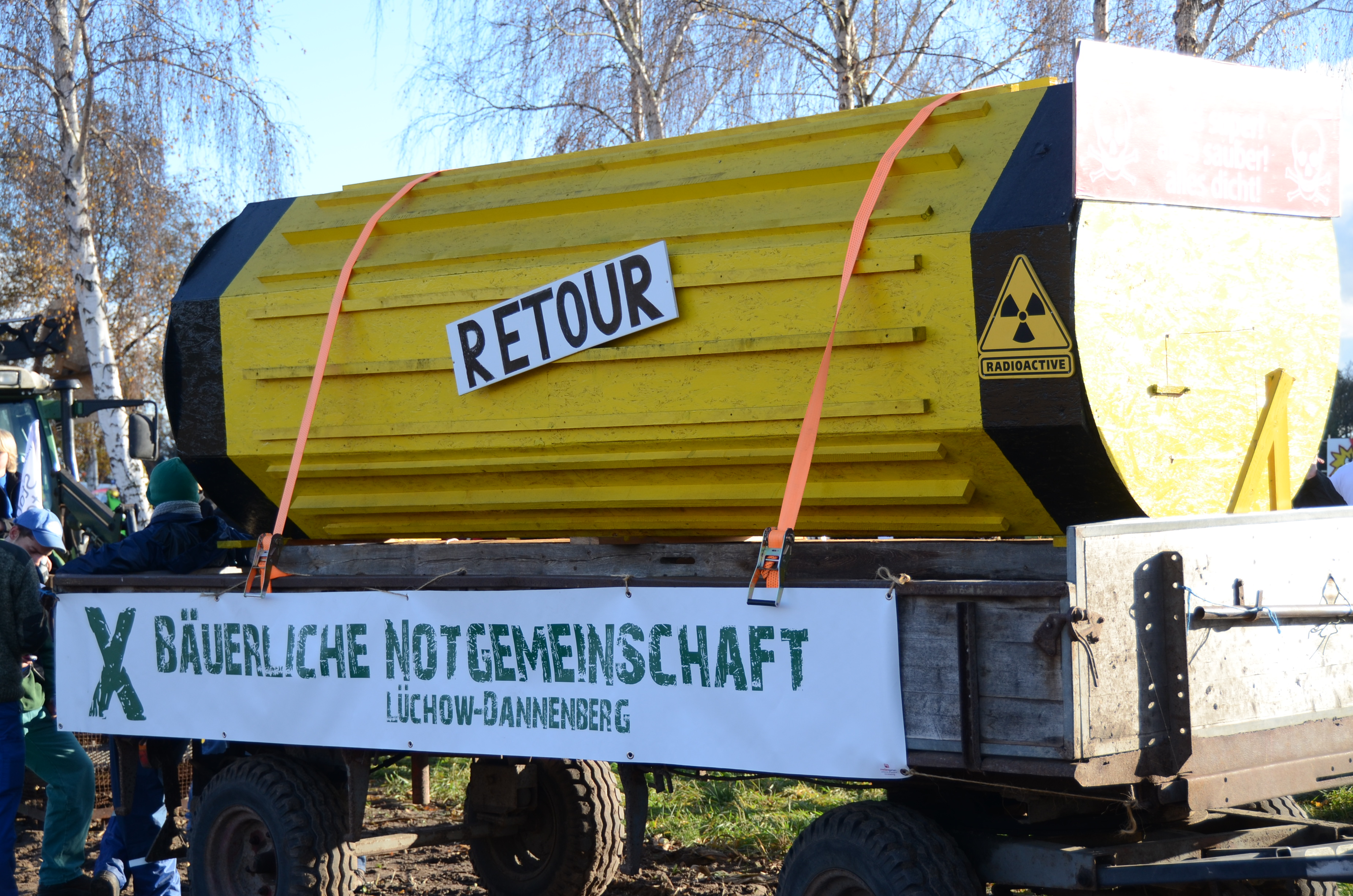
Protest beim Castor-Transport 2010

Schon kurz nach dem Bekanntwerden von Plänen für den Bau eines „Nuklearen Entsorgungszentrums“ in Gorleben Ende der 1970er Jahre regte sich in der Region breiter Widerstand. Hieran beteiligten sich im landwirtschaftlich geprägten Wendland von Anfang an auch bis dahin eher konservativ eingestellte bäuerliche Kreise. Motivation hierfür war die Angst, landwirtschaftliche Produkte aus dem Umfeld der Nuklearanlagen nicht mehr absetzen zu können.
Von einer rein wirtschaftlich motivierten Opposition gegen den Bau des Nuklearen Entsorgungszentrums entwickelte sich die Einstellung der Gruppe durch intensive Auseinandersetzung mit dem Thema „Friedliche Nutzung der Kernenergie“ hin zu einer generell ablehnenden Haltung gegenüber dieser Form der Energieerzeugung und ihrer Folgen, insbesondere vor dem Hintergrund der ungeklärten Endlagerfrage.
Seit Anfang des Protests gegen die Nuklearanlagen an beteiligten sich die Mitglieder der Bäuerlichen Notgemeinschaft mit ihren Traktoren an den Protesten. So gab es beispielsweise Trecker-Trecks in die frühere Bundeshauptstadt Bonn und in die niedersächsische Landeshauptstadt Hannover, wie 1979 der Gorleben-Treck.
Seit 2008 engagiert sich die Bäuerliche Notgemeinschaft zudem gegen die Nutzung der Gentechnik in der Landwirtschaft.

## Organisationsform
Bei der Bäuerlichen Notgemeinschaft handelt es sich um einen 1977 gebildeten, losen Zusammenschluss von Landwirten aus der Region Lüchow-Dannenberg. Weder existiert eine Satzung noch ein Vorstand oder ein Mitgliedsbeitrag. Auf eine formelle juristische Struktur, zum Beispiel die eines eingetragenen Vereins (e. V.), wird bewusst verzichtet, um offen für alle Interessierten zu sein. Inzwischen gibt es auch in der Region Uelzen-Lüneburg eine eigenständige Bäuerliche Notgemeinschaft.

## Aktionsformen
Laut eigener Aussage achtet die Bäuerliche Notgemeinschaft bei all ihren Aktionen streng darauf, dass keine Personen gefährdet werden. Auch Sachbeschädigungen, beispielsweise an Polizeifahrzeugen, werden vermieden.
Im Rahmen ihrer Proteste setzen die Mitglieder der Bäuerlichen Notgemeinschaft häufig ihre landwirtschaftlichen Gerätschaften, vor allem ihre Traktoren, ein. Mit diesen Zugmaschinen nehmen sie an Demonstrationen teil, versuchten in der Vergangenheit aber auch, im Rahmen von Castor-Transporten nach Gorleben die Straßentransportstrecke zwischen Dannenberg und dem Zwischenlager in Gorleben zu blockieren. Ebenso wurden bei vergangenen Transporten weitere Blockadeaktionen mittels Anketten an Betonpyramiden durchgeführt.

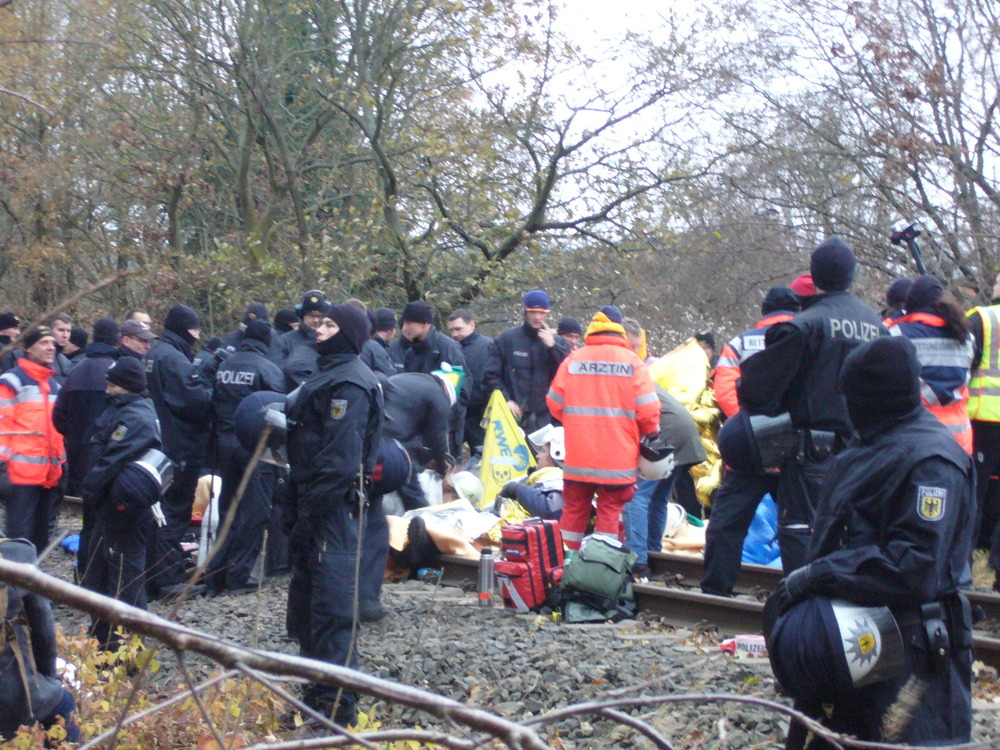
Blockade des Castor-Transports 2011

Im Rahmen des Castor-Transports im November 2010 kam eine neue Taktik zur Anwendung. Statt Blockaden direkt auf der Transportstrecke kam es zu dezentralen Blockaden im gesamten Bereich zwischen Lüneburg und Gorleben. Mit ihren Traktoren blockierten die Landwirte wichtige Straßenkreuzungen und brachten damit den personellen und materiellen Nachschub der Polizei zeitweise fast vollständig zum Erliegen. Diese neue Aktionsform sollte der Unterstützung jener Menschen dienen, die mittels Sitzblockaden auf den Schienen zwischen Lüneburg und Dannenberg sowie auf der Straßentransportstrecke den Castor-Transport blockierten.
Am 27. November 2011 blockierten vier Mitglieder der bäuerlichen Notgemeinschaft einen Schienenabschnitt des Castor-Transports 2011, indem sie sich an einer Pyramide aus Beton und Stahl festketteten. Wegen des raffinierten Aufbaus der Pyramide gelang es Spezialeinheiten der Polizei nicht, die Aktivisten vom Gleisbett zu entfernen, wodurch sich der Castortransport verzögerte. Nach ca. 15 Stunden lösten die Angeketteten ihre Blockade freiwillig auf.
Im November 2012 beteiligten sich Mitglieder der bäuerlichen Notgemeinschaft mit Traktoren an der Blockade des Kernkraftwerkes Grohnde, um einen der MOX-Transporte nach Deutschland zu verhindern.